# Mount Ruegg
Mount Ruegg är ett berg i Antarktis. Det ligger i Östantarktis. Nya Zeeland gör anspråk på området. Toppen på Mount Ruegg är 1 870 meter över havet, eller 237 meter över den omgivande terrängen. Bredden vid basen är 5,1 km.
Terrängen runt Mount Ruegg är kuperad österut, men västerut är den bergig. Trakten är obefolkad. Det finns inga samhällen i närheten. 